# Església del Remei de Guèmol
Església del Remei de Guèmol és una església barroca del barri de Guèmol (Banyoles, Pla de l'Estany) protegida com a bé cultural d'interès local.

## Descripció

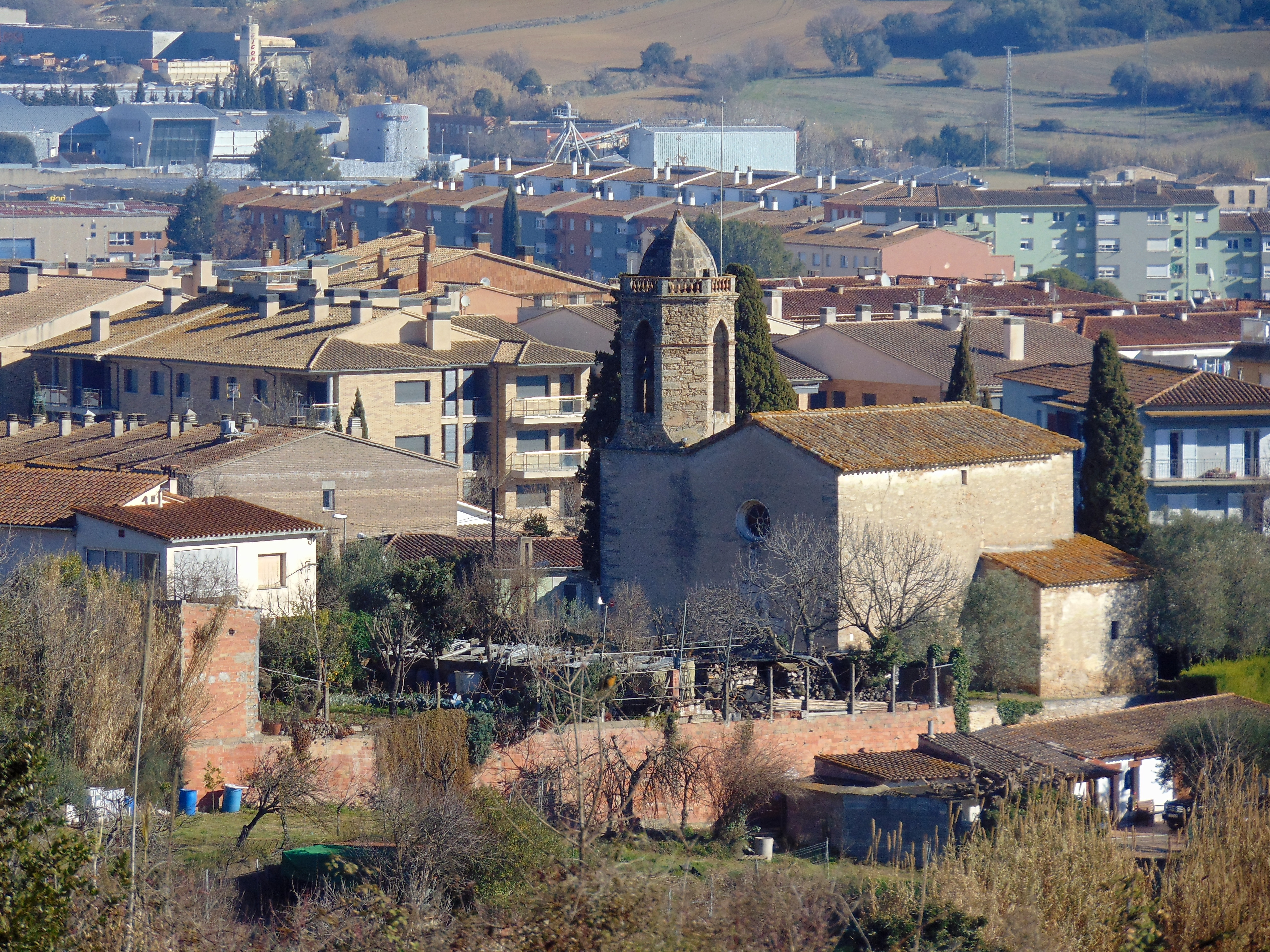

L'església, aixecada segurament a la darreria del segle xviii, en substitució de l'antiga romànica, no té una clara definició tipològica, malgrat que es manté amb la mateixa característica de planta basilical d'una nau (amb capelles lateral adossades posteriorment). La façana s'observa arrebossada, amb paraments vist als cantons, de pedra angulars o cantoneres, òcul centrat sobre la porta, sense ornamentacions, i taulat a dues aigües, amb el ràfec d'escàs voladís i carener perpendicular a la façana.Hi ha, adossat a la mateixa façana i en la crugia lateral esquerra, un campanar octogonal sobre planta quadrada amb quatre finestres apuntades i balustrada a l'últim tram, que envolta un petit cupulí. La porta, de molt discreta presència, es mostra emmarcada amb pedres rectangulars, amb alternació d'entrants i sortints. Una gran llosa monòlit marca la llinda en la seva part superior, sense cap ornamentació. Directament, a la part de sobre, una petita fornícula, sense cap escultura probablement disposada per ubicar-hi la imatge de la Verge del Remei, advocació sota la qual ja es trobava al segle xviii.

## Història
Guémol fou des d'antic, un petit nucli de població directament vinculat a Banyoles i que formà part de la seva expansió a partir d'un pont de desenvolupament urbà i comercial, igual que els nuclis desenvolupats a partir del Monestir, en l'Edat Mitjà, a la vila Vella i Nova. L'església de Sant Pere o de Guémol, fou cedida «amb els seus delmes i obligacions», al Monestir l'any 957. És a dir, l'església estava ja documentada al segle x. La donació al monestir fou efectuada pel bisbe de Girona, Arnulfo, amb ocasió de la Consagració de l'església cenobial de Sant Esteve el 957. D'aquelles dates prové el nom d'Agemal, que en evolució fonètica davallà en el nom de Guémol el 1654. Amb anterioritat a l'any 1608 en que fou unida a Miánegues (altre petit nucli de població igualment datat des de l'edat mitjana), l'església de Sant Pere de Guémol havia estat parròquia, però depenent del Monestir en les principals festes i fets religiosos.